# Олонецкое наместничество
Оло́нецкое наместничество — административная единица Российской империи. Образована указом императрицы Екатерины II от 22 мая (2 июня) 1784 г. путём преобразования Олонецкой области Санкт-Петербургской губернии в Олонецкое наместничество. 

## Административное деление
Первоначально оно делилось на 5 уездов: Вытегорский, Каргопольский, Олонецкий, Петрозаводский, Повенецкий. Указом императрицы Екатерины II от 16(27) мая 1785 г. статус города получили Кемь, Лодейное Поле и Пудож, образованы Кемский, Лодейнопольский и Пудожский уезды.

## История
Указом императора Павла I от 12(23) декабря 1796 г. Олонецкое наместничество было переименовано в Олонецкую губернию.